# Paraleptophlebia aquilina
Paraleptophlebia aquilina is een haft uit de familie Leptophlebiidae. De wetenschappelijke naam van de soort is voor het eerst geldig gepubliceerd in 1986 door Harper & Harper.
De soort komt voor in het Nearctisch gebied.